# Торомба велика
Торо́мба велика (Mulleripicus pulverulentus) — вид дятлоподібних птахів родини дятлових (Picidae). Мещшкає в Гімалаях і Південно-Східній Азії.

## Опис

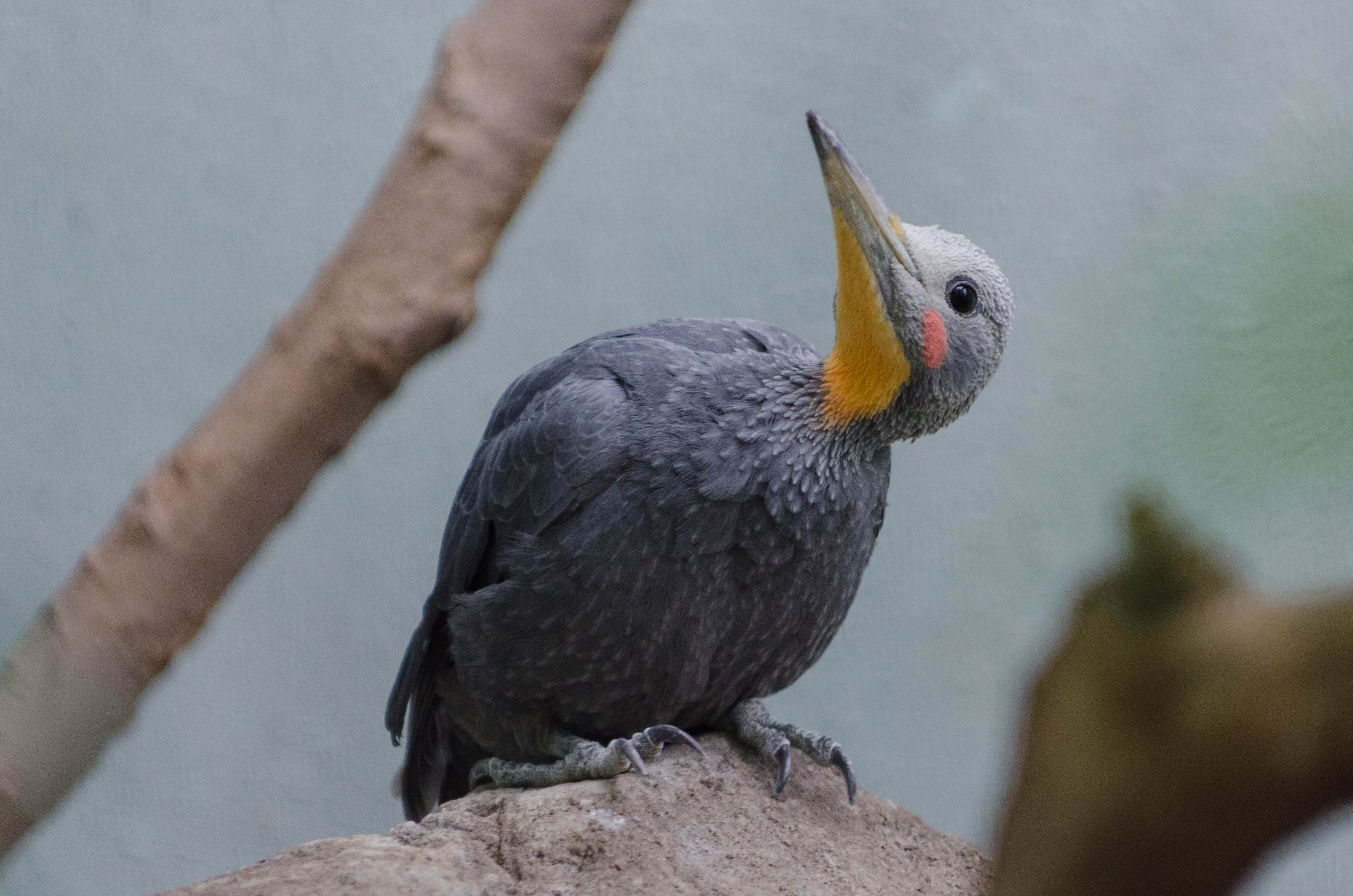
Велика торомба

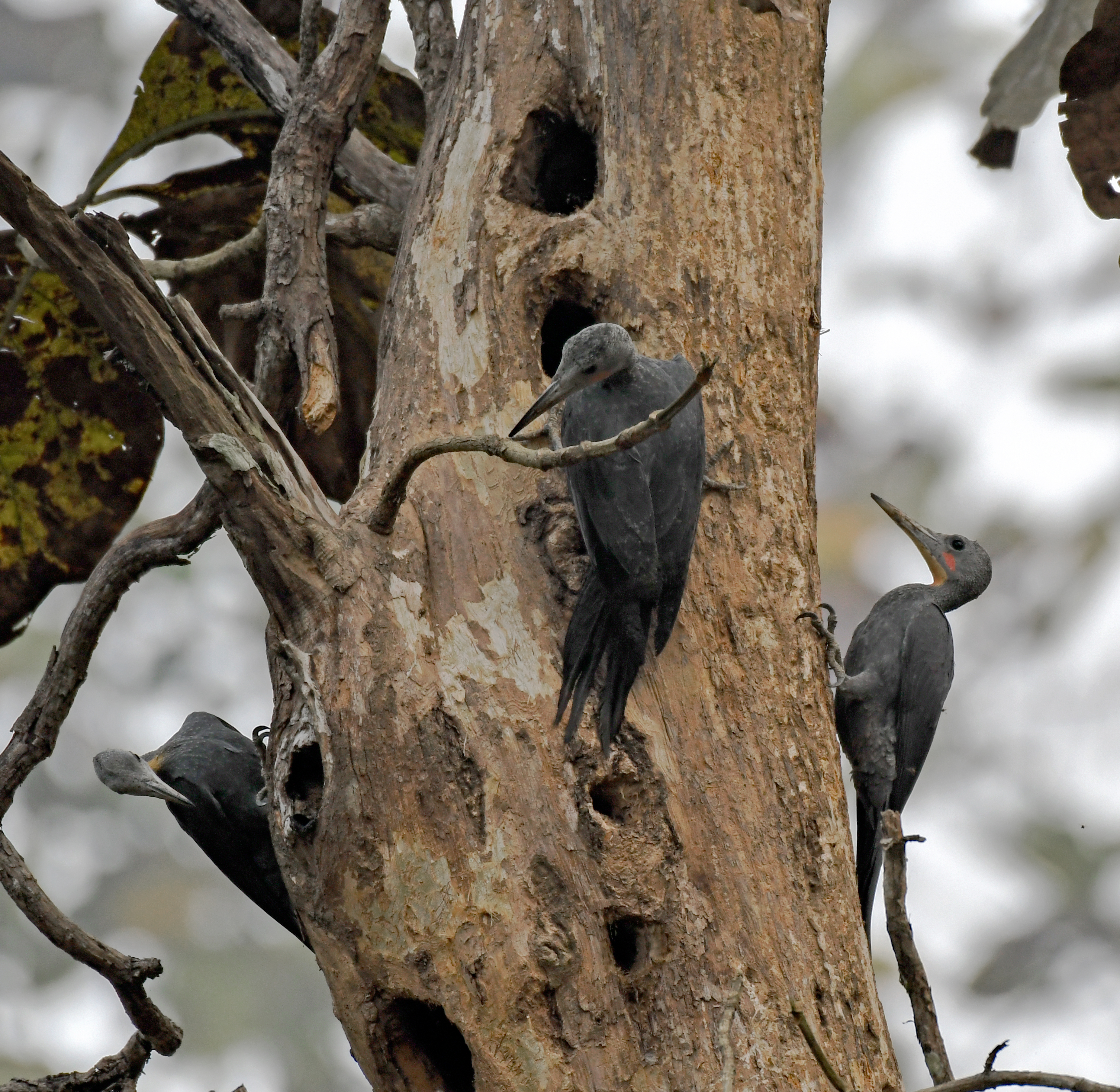
Великі торомби

Середня довжина великої торомби становить 48-58 см, а вага 360-563 г. Цей птах є найбільшим дятлом у Старому Світі і одним з найбільших дятлів світу, за винятком великодзьобих і мексиканських дятлів-великодзьобів, які, ймовірно, вимерли. Середня довжина його крила становить 21,5-25 см, хвоста 13,4-16,2 см, дзьоба 6-6,5 см, цівки 3,6-4,1 см. Характерними рисами великої торомби є великі розміри, через які птаха в польоті іноді можна сплутати з птахом-носорогом, міцний, долотоподібний дзьоб, довга шия і довгий хвіст. На тімені у великої торомби є малопомітний чуб.
Велика торомба має переважно чорнувато-сіре забарвлення, живіт і боки дещо світліші, крила і хвіст більш темні. Нижня частина жєивота і боки можуть бути поцяткованими нечіткими блідо-сірими смугами. Горло і щоки у самців мають яскраво-охристе забарвлення, верхня частина грудей є більш червонуватою, під дзьобом червоні "вуса". У самиць горло має блідо-охристе забарвлення, червоні плями на ньому відсутні. Молоді птахи мають світліше забарвлення з коричневим відтінком, особливо на верхній частині тіла. Боки і живіт у них легко поцятковані лускоподібним візерунком, шия і горло білуваті. У молодих самців червоні плями на горлі більш виражені, ніж у дорослих птахів, іноді у них також є червоні плями на потилиці. 

## Підвиди
Виділяють три підвиди:
- M. p. mohun Ripley, 1950 — північ Індії, Непал і Північно-Східна Індія;
- M. p. harterti Hesse, 1911 — від Північно-Східної Індії до південно-західного Китаю, Індокитаю і півночі Малайського півострова;
- M. p. pulverulentus (Temminck, 1826) — південь Малайського півострова, схід центральної Суматри, північні острови Натуна[en], Калімантан, Ява, Палаван і сусідні острови.

## Поширення і екологія
Великі торомби мешкають в Індії, Непалі, Бутані, Бангладеш, М'янмі, Китаї, Таїланді, Лаосі, В'єтнамі, Камбоджі, Малайзії, Індонезії, Брунеї і на Філіппінах. Вони живуть у вічнозелених і широколистяних тропічних лісах, на узліссях і галявинах, у вторинних і заболочених лісах та у вторинних заростях. Віддають перевагу діптерокарповим і тиковим лісам. Зустрічаються парами або зграйками до 6 птахів, іноді до 12 птахів, на висоті до 1100 м над рівнем моря, переважно в низовинах, в Гімалаях місцями на висоті до 2000 м над рівнем моря. Іноді приєднуються до змішаних зграй птахів разом з білочеревими жовнами та індокитайськими дзьобаками.
Великі торомби живляться личинками жуків, мурахами, безжальними бджолами, іншими комахами та їх личинками, яких шукають у гнилій деревині в кронах дерев. Також вони доповнюють свій раціон дрібними плодами і соком дерев. Гніздування в Малайзії триває з березня по серпнень. Птахи гніздяться в дуплах великих дерев, на висоті від 9 до 45 м над землею. Іноді вони гніздяться невеликими групами. В кладці від 2 до 4 яєць. Насиджують і доглядають за пташенятами і самиці, і самці. молоді птахи залишаються разом з батьками до наступного сезоу розмноження.

## Збереження
МСОП класифікує цей вид як вразливий. За оцінками дослідників, популяція великих торомб становить від 26 до 550 тисяч птахів. Їм загрожує знищення природного середовища.